# Os temporale pars tympanica
Pars tympanica på tindingebenet er en kurvet plade af knogle der ligger under squama frontalis, foran mastoideusudspringet, og omfavner den ydre del af ørekanalen.
Den starter som en separate knogle (tympaniske knogle), der hos nogle pattedyr forbliver separat hele livet. 
Evolutionært stammer en del af det fra angulærknoglen fra reptildyrenes nedre kæbe.